# Hansjörg Knauthe
Hansjörg Knauthe   (Geising, 13 de juliol de 1944) és un biatleta alemany, ja retirat, que va competir sota bandera de la República Democràtica Alemanya durant les dècades de 1960 i 1970.
El 1968 va prendre part en els Jocs Olímpics d'Hivern de Grenoble, amb una discreta vint-i-unena posició en la cursa dels 20 quilòmetres del programa de biatló. Quatre anys més tard, als Jocs de Sapporo guanyà dues medalles olímpiques: la de plata en els 20 quilòmetres i la de bronze en el relleu 4x7,5 quilòmetres. Va formar equip amb Joachim Meischner, Dieter Speer i Horst Koschka.
En el seu palmarès també destaquen una medalla de bronze al Campionat del món de biatló i sis títols nacionals.